# Вудринг, Аллен
Аллен Вудринг — американский легкоатлет, который специализировался в беге на короткие дистанции. На олимпийских играх 1920 года выиграл дистанцию 200 метров с результатом 22,0. Чемпион США 1922 года в беге на 300 ярдов.
Учился в Сиракьюсском университете, во время учёбы в котором он 3 раза становился чемпионом США среди студентов в составе эстафеты 4×400 метров. После завершения спортивной карьеры работал в Spalding Company продавцом спортивных товаров.